# 石油連盟
石油連盟（せきゆれんめい、英語：Petroleum Association of Japan）とは、1955年に創設された日本の石油精製・元売会社の業界団体である。略称は石連、PAJ。
10の会員会社で構成される（2024年10月時点)。

## 事業

### 最近の活動
バイオエタノールを使用したバイオETBE方式のバイオガソリンの導入、ガソリンや軽油の硫黄分を10ppm以下にする燃料油のサルファーフリー化の実現を果たしている。また、社会に広く石油の知識を広める活動にも積極的である。一方で、政府や環境省が推進する道路特定財源の一般財源化、環境税の導入には反対の姿勢を示している。

### 資機材の貸し出し
油流出事故などに際して回収機材を貸し出しており、ウェブサイトで実績も一覧化されている。日本国内で有名な事案としてはナホトカ号重油流出事故がある。

## 沿革
- 1950年 石油精製懇話会が発足。
- 1954年 石油元売懇話会が発足。
- 1955年 石油精製懇話会と石油元売懇話会が統合して発足。
- 2005年 創立50周年を迎える。

## 会員会社
（2024年10月時点)
- 出光興産
- ENEOS
- 東亜石油
- 鹿島石油
- 太陽石油
- 富士石油
- コスモ石油
- コスモ石油マーケティング
- キグナス石油 - かつては会員ではなく会友扱い[5]。
- 昭和四日市石油

### 過去の会員会社
- ゼネラル石油[6] - 2000年7月1日、東燃と合併。
- 興亜石油[6] - 2002年4月1日、新日本石油精製により吸収合併。
- 東北石油[6] - 2002年4月1日、新日本石油精製により吸収合併。
- モービル石油[6] - 2002年6月1日、エッソ石油により吸収合併。同日、エクソンモービルに改称。
- 九州石油[6] - 2008年10月1日、主要事業を新日本石油精製に移管し、新日本石油により吸収合併。
- 日本海石油[6][5] - 2009年3月、新日本石油により完全子会社化し脱退。
- 日石三菱精製→新日本石油精製[6][5] - 2010年7月1日、新日本石油により事業統合。
- ジャパンエナジー[6][5] - 2010年7月1日、新日本石油と事業統合。
- 三井石油→MOCマーケティング[5][7] - 東燃ゼネラル石油へ事業を譲渡し、2015年6月30日解散。
- 極東石油工業[6][5][7] - 2015年7月1日、東燃ゼネラル石油により吸収合併。
- エッソ石油→エクソンモービル→EMGマーケティング[6][5][7] - 2017年1月1日、東燃ゼネラル石油により吸収合併。
- 東燃→東燃ゼネラル石油[6][5][7] - 2017年4月1日、JXエネルギーにより吸収合併。同日、JXTGエネルギーに改称。
- 昭和シェル石油 2019年4月1日、出光興産と経営統合し同社の完全子会社となる。
- 西部石油

## 役員
（2024年10月時点)
- 会長 - 木藤俊一（出光興産株式会社 代表取締役社長）[注釈 1]
- 副会長 - 鈴木康公（コスモ石油株式会社 代表取締役社長）
- 副会長 - 宮田知秀（ENEOSホールディングス株式会社 代表取締役社長）
- 専務理事 - 奥田真弥（元新日鐵住金株式会社 常務執行役員、元経産省官僚）
- 常務理事 - 吉村宇一郎（元（一財）石炭エネルギーセンター参事、元経産省官僚）
- 常務理事 - 鈴木英夫

## 広報活動
かつてはタレントのカイヤをテレビコマーシャルに起用していた。ガソリン税の高さとその軽減を自分の名前にひっかけたダジャレで訴えるものであった。

## 諸問題

### リクナビNext個人情報漏洩事件
2009年7月24日、リクナビNext（求人サイト）を通じて中途社員を募集していた石油連盟が332名の不合格者の個人情報を誤ってネット上に流出させた。石油連盟はメールのカーボンコピー (CC) に全応募者の氏名、メールアドレスを入れて送信していた。

### ガソリン補助金制度に対する批評
2022年9月、ウクライナ情勢や円安動向を踏まえ、コロナ禍での経済回復の妨げにならないようガソリンなど燃油小売価格を抑える目的で実施されてきた補助金制度である、経済産業省外局資源エネルギー庁が実施する総額1兆円規模の「燃料油価格激変緩和補助金」（通称・ガソリン補助金）について、その期限延長を巡り「バラマキ」批判が起きている。
同制度実施の間、小売価格にほぼ反映されておらず、石油元売り各社への補助金差益が使途不明金となっている。